# Stevenia bertolinii
Stevenia bertolinii är en tvåvingeart som först beskrevs av Camillo Rondani 1862.  Stevenia bertolinii ingår i släktet Stevenia och familjen gråsuggeflugor.
Artens utbredningsområde är Italien. Inga underarter finns listade i Catalogue of Life.